# Hopfner HA-11/33
L'Hopfner HA-11/33, che successivamente assunse la designazione RLM WNF Wn 11, era un aereo anfibio a scafo centrale ed ala alta sviluppato dalla divisione aeronautica dell'azienda austriaca Hirtenberger Patronenfabrik (HP) nei primi anni trenta ed avviato alla produzione in serie dalla Wiener Neustädter Flughafenbetriebs GmbH.
Realizzato per il mercato dell'aviazione civile, venne in seguito preso in carico dalla Heimwehr Flieger Korps, l'allora aeronautica militare austriaca, quindi, dopo l'Anschluss, dalla tedesca Luftwaffe per valutarlo.

## Storia del progetto
Nei primi anni trenta la Dr. Oetker, azienda alimentare austriaca (attualmente conosciuta in Italia con il brand Cameo), commissionò alla Hirtenberger Patronenfabrik (HP), azienda attiva nel campo del settore difesa, un velivolo anfibio multiruolo per permettere di spostarsi più velocemente nelle varie filiali estere dell'azienda. La divisione aeronautica della HP, che sarebbe diventata in seguito Wiener Neustädter Flughafenbetriebs, sviluppò, su progetto di Theodor Hopfner, un modello bimotore a scafo centrale, caratterizzato da una cabina di pilotaggio chiusa dove potevano trovare posto, oltre al pilota, tre passeggeri.
Il prototipo, marche A-141 ed equipaggiato con una coppia di motori radiali Siemens-Halske Sh 14 A-4 da 160 CV (118 kW) ciascuno, venne portato in volo per la prima volta nella prima parte del 1933 dalla superficie del lago di Neusiedl.
Dopo l'acquisizione tedesca venne inoltre pianificato un suo possibile sviluppo, indicato come WNF Wn 11C, dotato di cabina allargata a cinque posti e di un diverso impianto motore basato su una coppia di Hirth HM 508 D da 240 PS (176,5 kW), ma non proseguì oltre la realizzazione di un modello per la galleria del vento.

## Impiego operativo
Nel 1935 il velivolo venne acquistato dal governo austriaco per conto della Heimwehr, milizia e già organizzazione paramilitare, per la formazione dei piloti destinati agli idrovolanti della propria componente aerea (Heimwehr Flieger Korps) e reimmatricolato OE-DGH.
Con l'annessione dell'Austria alla Germania del 1938, generalmente nota come Anschluss, l'intera aviazione austriaca passò sotto il controllo dal Reichsluftfahrtministerium (RLM) ed i suoi velivoli inquadrati nella Luftwaffe. L'azienda costruttrice venne ridesignata Wiener-Neustädter-Flugzeugwerke GmbH (WNF), ed il modello in questione fu indicato, in ottemperanza al sistema di designazione vigente, WNF Wn 11 e nuovamente reimmatricolato PH+IB.
Il modello suscitò interesse per il suo utilizzo come aereo da addestramento per i piloti da idrovolante e venne inviato a Travemünde per una serie di prove in ambito operativo.

## Utilizzatori

### Militari
Austria
- Heimwehr Flieger Korps